# Mariä Verkündigung (Niederscheyern)

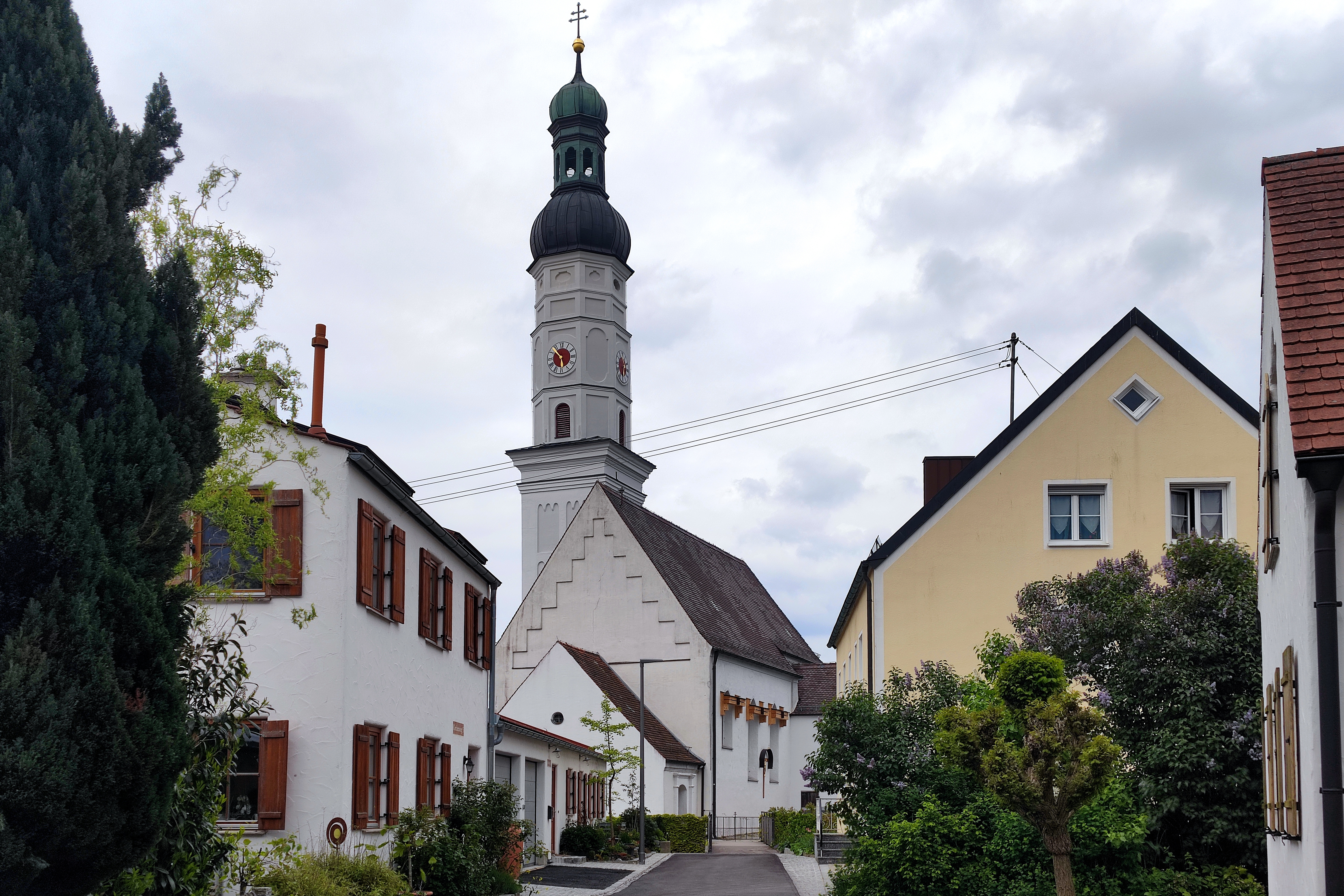
Kirche Mariä Verkündigung

Die katholische Kuratiekirche Mariä Verkündigung in Niederscheyern, einem Ortsteil der Stadt Pfaffenhofen an der Ilm im oberbayerischen Landkreis Pfaffenhofen an der Ilm, wurde 1144 erstmals erwähnt. Die Kirche am Scheyerer Weg 3 ist ein geschütztes Baudenkmal.

## Beschreibung

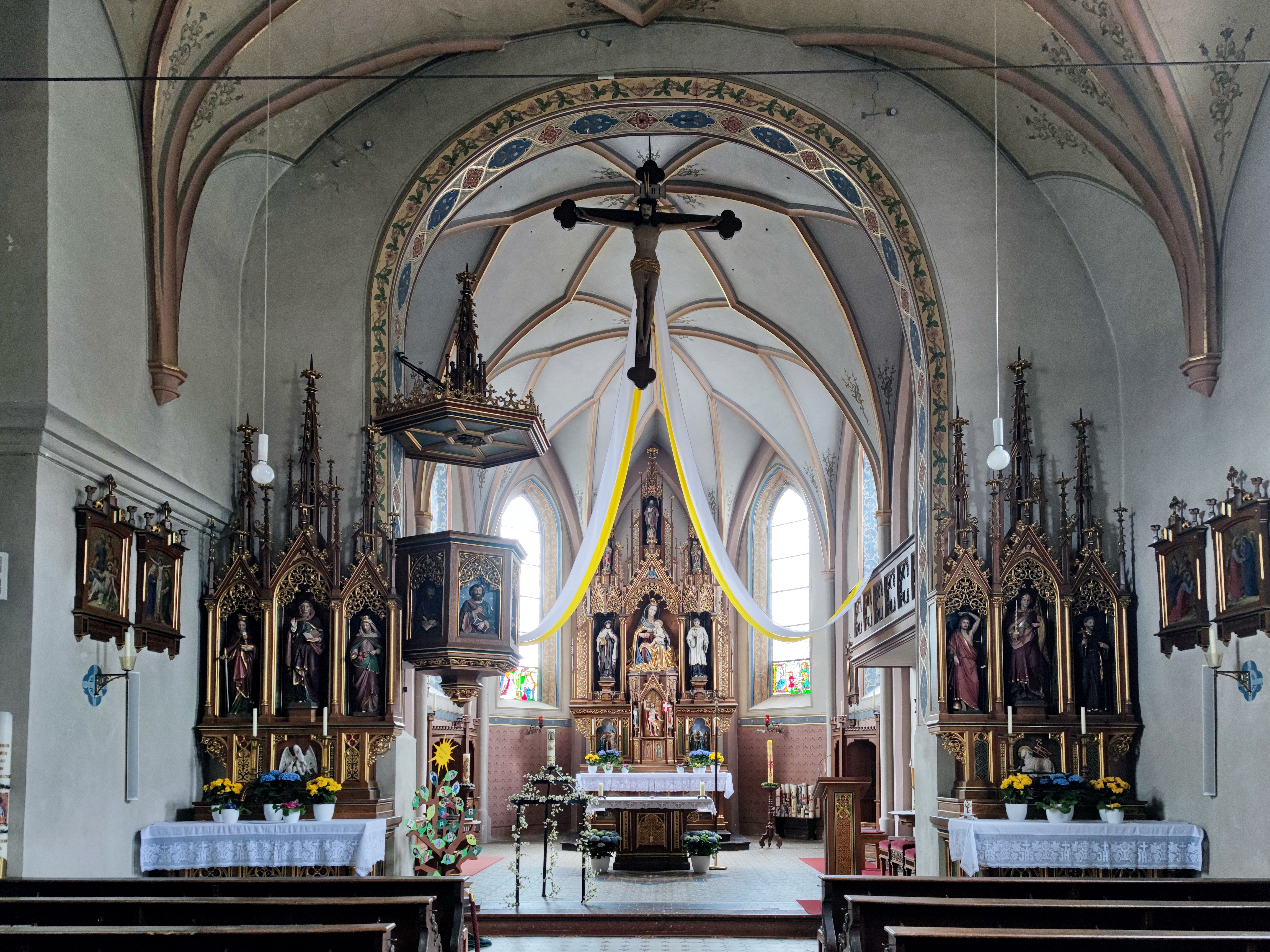
Innenraum mit Blick zum Chor

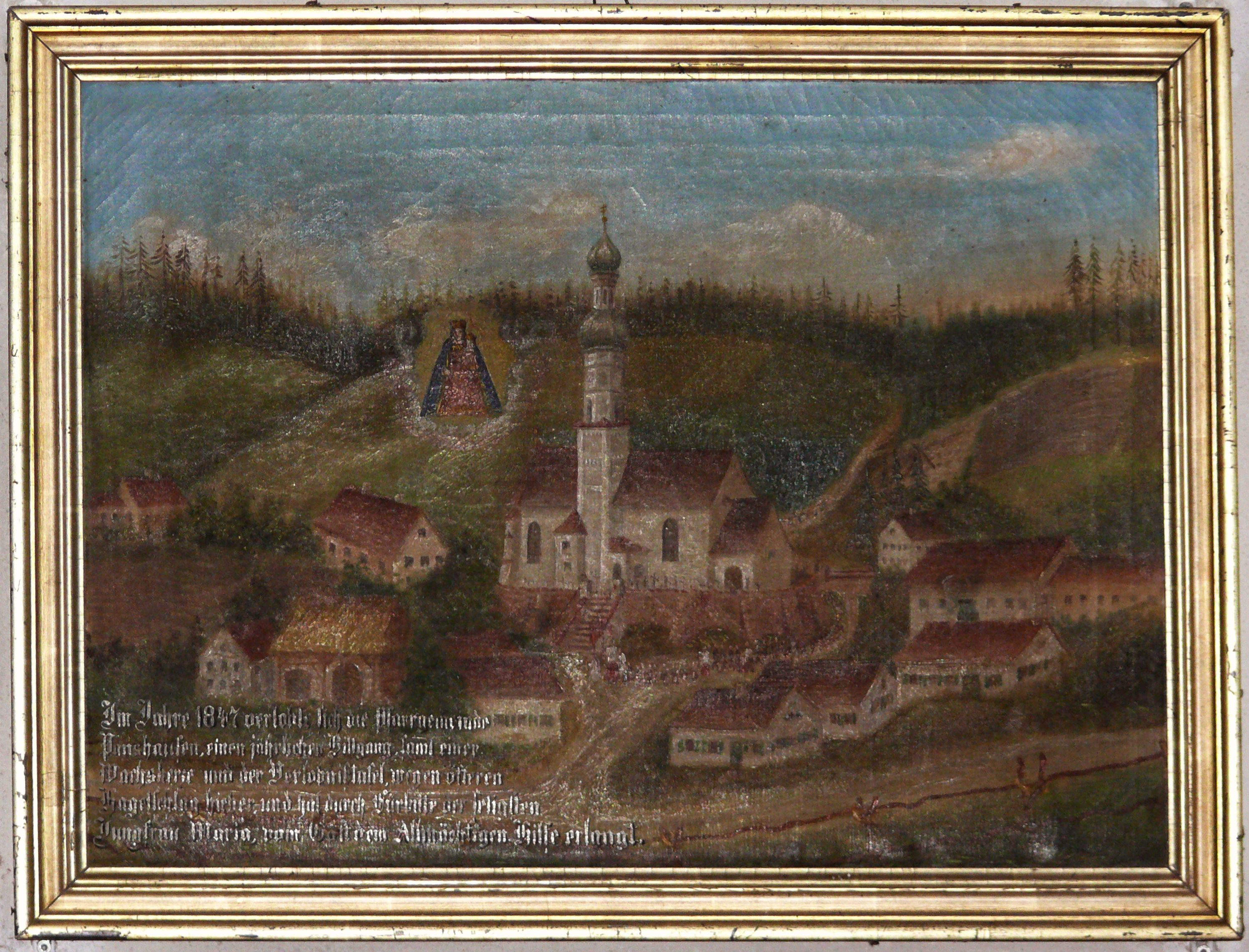
Votivtafel der Pfarrgemeinde Paunzhausen (1847)

Das Turmerdgeschoss entstand um 1300, der eingezogene polygonale Chor mit Netzgewölbe und das Langhaus mit Stichkappentonne und Zierrippen 1433. Die verputzte Saalkirche mit steilem Satteldach,  mit Strebepfeilern und nördlichem Chorflankenturm mit oktogonalem Aufsatz und Zwiebelhaube mit Laterne wurde im 17./18. Jahrhundert barockisiert.

## Ausstattung
Nach 1892 erfolgte eine Regotisierung der Kirche. Im Hochaltar befindet sich das Gnadenbild der ehemaligen Wallfahrt, eine sitzende Muttergottes in Lebensgröße aus der Zeit um 1500, die aber 1892 stark überarbeitet wurde. Von der Bedeutung der Kirche als Wallfahrtsort zeugen neben dem Gnadenbild noch einige Votivtafeln und vor allem ein großes Wandbild (1946) in der Vorhalle der Kirche. Einige der darauf dargestellten Wallfahrer sind Porträts bekannter Persönlichkeiten der Region, unter anderem Schulrat Lutz, der Vater des Schriftstellers Joseph Maria Lutz.
Drei mit „van Treeck München“ signierte Glasfenster im Langhaus zeigen in expressivem, gemäßigt modernem Stil die Stigmatisation des heiligen Franziskus, die wundersame Errettung des heiligen Placidus durch den heiligen Maurus (im Hintergrund der heilige Benedikt und Kloster Scheyern) sowie den heiligen Bernhard von Clairvaux als Verehrer Mariens und Kirchenlehrer. Damit ist zugleich jeweils ein Fenster einer bedeutenden Ordensgemeinschaft gewidmet: den Franziskanern, Benediktinern und Zisterziensern.
Die Orgel mit acht Registern stammt aus dem Jahr 1881 und zählt zu den frühesten Werken von Martin Binder.